# Carl Friedrich von Ledebour
Carl (Karl) Friedrich von Ledebour, född 8 juli 1786 i Stralsund, död 4 juli 1851 i München, var en tysk botaniker.
Ledebour var 1811-36 professor i botanik, mineralogi och zoologi i Dorpat. Han företog 1826 en resa i Altaj ända till gränsen av Kina. Bland hans arbeten märkas Flora altaica (fyra band, 1829-34), utarbetad tillsammans med hans reskamrater Carl Anton von Meyer och Aleksandr von Bunge, samt de framstående verken Icones plantarum novarum vel imperfecte cognitarum (fem band, 1829-34) och Flora rossica (fyra band, 1842-53). Ledebour invaldes 1816 som ledamot av Fysiografiska sällskapet i Lund.
Auktorsnamnet Ledeb. kan användas för Carl Friedrich von Ledebour i samband med ett vetenskapligt namn inom botaniken; se Wikipediaartiklar som länkar till auktorsnamnet.